# 花村えい子
花村 えい子（はなむら えいこ、1929年11月9日 - 2020年12月3日）は、日本の漫画家・アーティスト。社団法人日本漫画家協会理事、東京工芸大学芸術学部客員教授、フランス国民美術協会（ソシエテ・ナショナル・デ・ボザール）の会員。レディースコミックの先駆者で、ミステリのコミカライズも多く手がける。埼玉県川越市出身。

## 経歴・人物
埼玉県川越市で「相模屋庄兵衛」の名で代々続く商家に生まれる。父は花村の祖母が営む相模屋への婿だったが、花村が生まれた後、離婚。母は不在がちで、祖母に育てられた印象が強いと花村は回想している。川越高等女学校に通い、終戦を迎える。その間際に祖母を亡くす。中原淳一に憧れ、女子美術大学へ入学、中退。演劇に傾倒して出会った英司と家を出、後に結婚する。
漫画家としてデビューしたのは1959年。夫とともに移った大阪で、貸本屋の主人で漫画家の藤原利彦の「描きなはれ」の一言で、貸本漫画『虹』に『紫の妖精』を寄稿したのがきっかけ。この時から、夫の芸名「花村えいじ」を元にしたペンネーム「花村えい子」を使っている。
『週刊マーガレット』で連載した『霧のなかの少女』（1966年）で少女たちだけでなく親の恋愛を描き、反響を呼ぶ。同作は『家庭の秘密』と改題して1975年にTBSでドラマ化された。
1978年～1980年には『花影の女』を『女性セブン』で連載。この作品は自らの母・祖母らをモデルにした川越の商人「相模屋」一家を描いた長編作品である。
その後、花村は読者が成長するとともに、少女漫画からレディースコミックへ活動の場を移した。内田康夫などのミステリ小説の漫画化の他、働く女性を題材とした作品を発表した。
2020年12月3日、多臓器不全のために東京都内の自宅にて没した。91歳没。
2021年8月7日から9月12日まで、「画業60年のかわいい伝説 花村えい子と漫画」というタイトルの展覧会が花村の出身地である埼玉県川越市の川越市立美術館で開催 。この展覧会は2019年7月に福岡・嘉麻市立織田廣喜美術館で開始された巡回展の2会場目である。
タレント事務所エフ・エム・ジー会長の花村ひろ子は、長女である。

## 作風
画風は叙情的で耽美的と評価されている。
漫画で少女の瞳に下まつげを描いたのは花村が最初だと言われる。
台詞ではない地の文を作品中で多く使っていると言われる。この手法はクライマックスで読者の目をとどめる役割を果たしていると花村は説明している。

## 評価
1989年、一連のコミック作品で第18回日本漫画家協会賞優秀賞を受賞。
花村は2007年12月にパリのルーヴル美術館で行われたソシエテ･ナショナル･デ･ボザール展で特別賞を受賞し、サロンへの入会が承認された。

## 主な作品
- 1968年 『霧のなかの少女』（集英社）
- 1968年 『パオリーナの塔』（小学館）[22]
- 1975年 『丘の上の娘たち』（立風書房）
- 1975年 『けがれなき慕情』（立風書房）
- 1975年 『光と風の仲間たち』（立風書房）
- 1976年 『風の晩歌 1 －白い道－』（小学館）
- 1976年 『風の晩歌 2 －道ふたたび－』（小学館）
- 1976年 『復活』（ユニコン出版、世界名作コミック）
- 1977年 『不機嫌家族1』（小学館）
- 1977年 『不機嫌家族2』（小学館）
- 1977年 『不機嫌家族3』（小学館）
- 1978年 『不機嫌家族4』（小学館）
- 1978年 『不機嫌家族5』（小学館）
- 1978年 『不機嫌家族6』（小学館）
- 1978年 『不機嫌家族7』（小学館）
- 1978年 『不機嫌家族8』（小学館）
- 1978年 『不機嫌家族9』（小学館）
- 1978年 『不機嫌家族10』（小学館）
- 1978年 『さよなら』（主婦の友社）
- 1978年 『愛の流砂』（講談社）
- 1978年 『許せない愛』（小学館）
- 1978年 『白い慕情（上）』（小学館）
- 1978年 『白い慕情（下）』（小学館）
- 1979年 『冬物語り』（小学館）
- 1981年 『ふれあい』（秋田書店）
- 1985年 『白い仮面』（講談社）
- 1986年 『風いろの季節』（双葉社）
- 1987年 『原宿村発』（双葉社）
- 1987年 『殺人館へようこそ』（光文社）
- 1988年 『君死に給うことなかれ』（秋田書店）
- 1989年 『花びらの塔1』（主婦と生活社）
- 1989年 『花びらの塔2』（主婦と生活社）
- 1989年 『花びらの塔3』（主婦と生活社）
- 1990年 『花びらの塔4』（主婦と生活社）
- 1990年 『花びらの塔5』（主婦と生活社）
- 1990年 『暗闇の殺人者』（集英社）
- 1990年 『離婚適齢期』（双葉社）[22]
- 1990年 『百蓮の寺』（双葉社）
- 1991年 『天河伝説殺人事件』（角川書店）
- 1992年 『夏樹静子サスペンス（2）』（宙出版）
- 1993年 『佐用姫伝説殺人事件』（角川書店）
- 1994年 『ミステリーセレクション』（光文社）
- 1994年 『愛のミステリー選集1』（講談社）
- 1996年 『ジェーン・エア』（世界文化社）
- 1997年 『落窪物語』（中央公論社）
- 1998年 『冬の花火』（講談社）
- 1998年 『愛のリクエスト』（宙出版）
- 1999年 『朝吹里矢子の事件簿』（宙出版）
- 1999年 『朝吹里矢子の挑戦』（宙出版）
- 1999年 『落窪物語』（文庫）（中央公論社）
- 2000年 『霧氷』（宙出版）[22]
- 2001年『白蓮の寺』（文庫）（双葉社）
- 2001年 『ジェーン・エア』（文庫）（世界文化社）
- 2001年 『20世紀を彩った女たち』（集英社）（収録作品・瀬戸内寂聴）
- 2003年 『戻り川心中』（白泉社）
- 2003年 『コミック版・名探偵 浅見光彦』（角川書店）
- 2004年 『浅見光彦 皇女の霊柩』（角川書店）
- 2004年 『浅見光彦 伊香保殺人事件』（角川書店）
- 2005年 『浅見光彦 横浜殺人事件』（角川書店）
- 2006年 『東野圭吾ミステリー・探偵倶楽部 偽装の夜』（宙出版）
- 2006年 『夏樹静子ミステリー・朝吹里矢子の事件簿 親告罪の謎』（宙出版）
- 2006年 『東野圭吾ミステリー・怪笑小説 白い凶器』（宙出版）
- 2006年 『夏樹静子ミステリー・朝吹里矢子の事件簿 稚い証人』（宙出版）
- 2007年 『夏樹静子ミステリー・朝吹里矢子の事件簿 二つの真実』（宙出版）
- 2007年 『高橋克彦ミステリー・朝吹里矢子の事件簿 悪魔のトリル』（宙出版）
- 2007年 『霧のなかの少女 復刻版』（小学館クリエイティブ）
- 2008年 『白蓮の寺　白蓮の寺/能師の妻/花緋文字』（コミック版）（双葉社）
- 2008年 『浅見光彦　ミステリー＆旅情サスペンス11　平家伝説殺人事件』（秋田書店）
- 2008年 『被疑者へのバラ 親告罪の謎』(宙出版)
- 2008年 『沈黙は罪　二つの真実』(宙出版)
- 2010年 『山村美紗ミステリー傑作選　舞妓探偵 小菊、京舞妓殺人事件』（秋田書店）
- 2010年 『偽りのハッピーエンド』（原作：ジェニー・ルーカス）(ハーレクイーンコミックス)
- 2013年『源氏物語』上・中・下（小学館）
- 2016年『三月十日の朝』（今人舎）
- 2019年『令和のこころ』（ミネルヴァ書房）
- 2020年『古代の都』（ミネルヴァ書房）
- 2020年『奈良の都』（ミネルヴァ書房）
- 2020年『万葉の恋うた』（ミネルヴァ書房）

## 主な著書
- 1975年 『家庭の秘密』（三笠書房）
- 2009年 『私、まんが家になっちゃった！？　花村えい子の画業50年』（マガジンハウス）
- 2010年 『花村えい子のハッピーガールズコレクション』（アスペクト）
- 2010年 『花村流　生涯ハッピーガールのススメ』（ワニプラス）
- 2021年7月 『漫画家本SPECIAL　花村えい子本』 小学館（図書の家編、追悼出版）ISBN 978-4098506149

## その他
- 2009年 矢島美容室「はまぐりボンバー」ジャケットイラスト
- 『少女マンガはどこからきたの？ 「少女マンガを語る会」全記録』全349頁（本編335頁＋索引など14頁），2023年5月30日第1刷発行，青土社，語る会メンバー12名：水野英子(発起人)/上田トシコ/むれあきこ/わたなべまさこ/巴里夫/高橋真琴/今村洋子/ちばてつや/牧美也子/望月あきら/花村えい子/北島洋子【※発起人水野以外はデビュー順[23]】ISBN 978-4791775538